# Матч за звання чемпіона світу із шахів 1907
Сьомий чемпіонат світу з шахів був проведений у Нью-Йорку, Філадельфії, Вашингтоні, Балтиморі, Чикаго та Мемфісі з 26 січня по 6 квітня 1907 року. Чинний чемпіон Емануель Ласкер переміг предентента Френка Маршалла з рахунком 11½ — 3½ і зберіг свій титул.

## Результати
|   | a | b | c | d | e | f | g | h |   |
| 8 | a8 чорна тура · g8 чорний король · a7 чорний пішак · b7 чорний пішак · d7 чорний слон · f7 чорний пішак · g7 чорний пішак · h7 чорний пішак · a5 чорний ферзь · d5 білий пішак · d4 білий пішак · e4 чорний кінь · b3 білий ферзь · e3 білий пішак · a2 білий пішак · d2 білий кінь · e2 білий слон · g2 білий пішак · h2 білий пішак · e1 білий король · h1 біла тура | a8 чорна тура · g8 чорний король · a7 чорний пішак · b7 чорний пішак · d7 чорний слон · f7 чорний пішак · g7 чорний пішак · h7 чорний пішак · a5 чорний ферзь · d5 білий пішак · d4 білий пішак · e4 чорний кінь · b3 білий ферзь · e3 білий пішак · a2 білий пішак · d2 білий кінь · e2 білий слон · g2 білий пішак · h2 білий пішак · e1 білий король · h1 біла тура | a8 чорна тура · g8 чорний король · a7 чорний пішак · b7 чорний пішак · d7 чорний слон · f7 чорний пішак · g7 чорний пішак · h7 чорний пішак · a5 чорний ферзь · d5 білий пішак · d4 білий пішак · e4 чорний кінь · b3 білий ферзь · e3 білий пішак · a2 білий пішак · d2 білий кінь · e2 білий слон · g2 білий пішак · h2 білий пішак · e1 білий король · h1 біла тура | a8 чорна тура · g8 чорний король · a7 чорний пішак · b7 чорний пішак · d7 чорний слон · f7 чорний пішак · g7 чорний пішак · h7 чорний пішак · a5 чорний ферзь · d5 білий пішак · d4 білий пішак · e4 чорний кінь · b3 білий ферзь · e3 білий пішак · a2 білий пішак · d2 білий кінь · e2 білий слон · g2 білий пішак · h2 білий пішак · e1 білий король · h1 біла тура | a8 чорна тура · g8 чорний король · a7 чорний пішак · b7 чорний пішак · d7 чорний слон · f7 чорний пішак · g7 чорний пішак · h7 чорний пішак · a5 чорний ферзь · d5 білий пішак · d4 білий пішак · e4 чорний кінь · b3 білий ферзь · e3 білий пішак · a2 білий пішак · d2 білий кінь · e2 білий слон · g2 білий пішак · h2 білий пішак · e1 білий король · h1 біла тура | a8 чорна тура · g8 чорний король · a7 чорний пішак · b7 чорний пішак · d7 чорний слон · f7 чорний пішак · g7 чорний пішак · h7 чорний пішак · a5 чорний ферзь · d5 білий пішак · d4 білий пішак · e4 чорний кінь · b3 білий ферзь · e3 білий пішак · a2 білий пішак · d2 білий кінь · e2 білий слон · g2 білий пішак · h2 білий пішак · e1 білий король · h1 біла тура | a8 чорна тура · g8 чорний король · a7 чорний пішак · b7 чорний пішак · d7 чорний слон · f7 чорний пішак · g7 чорний пішак · h7 чорний пішак · a5 чорний ферзь · d5 білий пішак · d4 білий пішак · e4 чорний кінь · b3 білий ферзь · e3 білий пішак · a2 білий пішак · d2 білий кінь · e2 білий слон · g2 білий пішак · h2 білий пішак · e1 білий король · h1 біла тура | a8 чорна тура · g8 чорний король · a7 чорний пішак · b7 чорний пішак · d7 чорний слон · f7 чорний пішак · g7 чорний пішак · h7 чорний пішак · a5 чорний ферзь · d5 білий пішак · d4 білий пішак · e4 чорний кінь · b3 білий ферзь · e3 білий пішак · a2 білий пішак · d2 білий кінь · e2 білий слон · g2 білий пішак · h2 білий пішак · e1 білий король · h1 біла тура | 8 |
| 7 | a8 чорна тура · g8 чорний король · a7 чорний пішак · b7 чорний пішак · d7 чорний слон · f7 чорний пішак · g7 чорний пішак · h7 чорний пішак · a5 чорний ферзь · d5 білий пішак · d4 білий пішак · e4 чорний кінь · b3 білий ферзь · e3 білий пішак · a2 білий пішак · d2 білий кінь · e2 білий слон · g2 білий пішак · h2 білий пішак · e1 білий король · h1 біла тура | a8 чорна тура · g8 чорний король · a7 чорний пішак · b7 чорний пішак · d7 чорний слон · f7 чорний пішак · g7 чорний пішак · h7 чорний пішак · a5 чорний ферзь · d5 білий пішак · d4 білий пішак · e4 чорний кінь · b3 білий ферзь · e3 білий пішак · a2 білий пішак · d2 білий кінь · e2 білий слон · g2 білий пішак · h2 білий пішак · e1 білий король · h1 біла тура | a8 чорна тура · g8 чорний король · a7 чорний пішак · b7 чорний пішак · d7 чорний слон · f7 чорний пішак · g7 чорний пішак · h7 чорний пішак · a5 чорний ферзь · d5 білий пішак · d4 білий пішак · e4 чорний кінь · b3 білий ферзь · e3 білий пішак · a2 білий пішак · d2 білий кінь · e2 білий слон · g2 білий пішак · h2 білий пішак · e1 білий король · h1 біла тура | a8 чорна тура · g8 чорний король · a7 чорний пішак · b7 чорний пішак · d7 чорний слон · f7 чорний пішак · g7 чорний пішак · h7 чорний пішак · a5 чорний ферзь · d5 білий пішак · d4 білий пішак · e4 чорний кінь · b3 білий ферзь · e3 білий пішак · a2 білий пішак · d2 білий кінь · e2 білий слон · g2 білий пішак · h2 білий пішак · e1 білий король · h1 біла тура | a8 чорна тура · g8 чорний король · a7 чорний пішак · b7 чорний пішак · d7 чорний слон · f7 чорний пішак · g7 чорний пішак · h7 чорний пішак · a5 чорний ферзь · d5 білий пішак · d4 білий пішак · e4 чорний кінь · b3 білий ферзь · e3 білий пішак · a2 білий пішак · d2 білий кінь · e2 білий слон · g2 білий пішак · h2 білий пішак · e1 білий король · h1 біла тура | a8 чорна тура · g8 чорний король · a7 чорний пішак · b7 чорний пішак · d7 чорний слон · f7 чорний пішак · g7 чорний пішак · h7 чорний пішак · a5 чорний ферзь · d5 білий пішак · d4 білий пішак · e4 чорний кінь · b3 білий ферзь · e3 білий пішак · a2 білий пішак · d2 білий кінь · e2 білий слон · g2 білий пішак · h2 білий пішак · e1 білий король · h1 біла тура | a8 чорна тура · g8 чорний король · a7 чорний пішак · b7 чорний пішак · d7 чорний слон · f7 чорний пішак · g7 чорний пішак · h7 чорний пішак · a5 чорний ферзь · d5 білий пішак · d4 білий пішак · e4 чорний кінь · b3 білий ферзь · e3 білий пішак · a2 білий пішак · d2 білий кінь · e2 білий слон · g2 білий пішак · h2 білий пішак · e1 білий король · h1 біла тура | a8 чорна тура · g8 чорний король · a7 чорний пішак · b7 чорний пішак · d7 чорний слон · f7 чорний пішак · g7 чорний пішак · h7 чорний пішак · a5 чорний ферзь · d5 білий пішак · d4 білий пішак · e4 чорний кінь · b3 білий ферзь · e3 білий пішак · a2 білий пішак · d2 білий кінь · e2 білий слон · g2 білий пішак · h2 білий пішак · e1 білий король · h1 біла тура | 7 |
| 6 | a8 чорна тура · g8 чорний король · a7 чорний пішак · b7 чорний пішак · d7 чорний слон · f7 чорний пішак · g7 чорний пішак · h7 чорний пішак · a5 чорний ферзь · d5 білий пішак · d4 білий пішак · e4 чорний кінь · b3 білий ферзь · e3 білий пішак · a2 білий пішак · d2 білий кінь · e2 білий слон · g2 білий пішак · h2 білий пішак · e1 білий король · h1 біла тура | a8 чорна тура · g8 чорний король · a7 чорний пішак · b7 чорний пішак · d7 чорний слон · f7 чорний пішак · g7 чорний пішак · h7 чорний пішак · a5 чорний ферзь · d5 білий пішак · d4 білий пішак · e4 чорний кінь · b3 білий ферзь · e3 білий пішак · a2 білий пішак · d2 білий кінь · e2 білий слон · g2 білий пішак · h2 білий пішак · e1 білий король · h1 біла тура | a8 чорна тура · g8 чорний король · a7 чорний пішак · b7 чорний пішак · d7 чорний слон · f7 чорний пішак · g7 чорний пішак · h7 чорний пішак · a5 чорний ферзь · d5 білий пішак · d4 білий пішак · e4 чорний кінь · b3 білий ферзь · e3 білий пішак · a2 білий пішак · d2 білий кінь · e2 білий слон · g2 білий пішак · h2 білий пішак · e1 білий король · h1 біла тура | a8 чорна тура · g8 чорний король · a7 чорний пішак · b7 чорний пішак · d7 чорний слон · f7 чорний пішак · g7 чорний пішак · h7 чорний пішак · a5 чорний ферзь · d5 білий пішак · d4 білий пішак · e4 чорний кінь · b3 білий ферзь · e3 білий пішак · a2 білий пішак · d2 білий кінь · e2 білий слон · g2 білий пішак · h2 білий пішак · e1 білий король · h1 біла тура | a8 чорна тура · g8 чорний король · a7 чорний пішак · b7 чорний пішак · d7 чорний слон · f7 чорний пішак · g7 чорний пішак · h7 чорний пішак · a5 чорний ферзь · d5 білий пішак · d4 білий пішак · e4 чорний кінь · b3 білий ферзь · e3 білий пішак · a2 білий пішак · d2 білий кінь · e2 білий слон · g2 білий пішак · h2 білий пішак · e1 білий король · h1 біла тура | a8 чорна тура · g8 чорний король · a7 чорний пішак · b7 чорний пішак · d7 чорний слон · f7 чорний пішак · g7 чорний пішак · h7 чорний пішак · a5 чорний ферзь · d5 білий пішак · d4 білий пішак · e4 чорний кінь · b3 білий ферзь · e3 білий пішак · a2 білий пішак · d2 білий кінь · e2 білий слон · g2 білий пішак · h2 білий пішак · e1 білий король · h1 біла тура | a8 чорна тура · g8 чорний король · a7 чорний пішак · b7 чорний пішак · d7 чорний слон · f7 чорний пішак · g7 чорний пішак · h7 чорний пішак · a5 чорний ферзь · d5 білий пішак · d4 білий пішак · e4 чорний кінь · b3 білий ферзь · e3 білий пішак · a2 білий пішак · d2 білий кінь · e2 білий слон · g2 білий пішак · h2 білий пішак · e1 білий король · h1 біла тура | a8 чорна тура · g8 чорний король · a7 чорний пішак · b7 чорний пішак · d7 чорний слон · f7 чорний пішак · g7 чорний пішак · h7 чорний пішак · a5 чорний ферзь · d5 білий пішак · d4 білий пішак · e4 чорний кінь · b3 білий ферзь · e3 білий пішак · a2 білий пішак · d2 білий кінь · e2 білий слон · g2 білий пішак · h2 білий пішак · e1 білий король · h1 біла тура | 6 |
| 5 | a8 чорна тура · g8 чорний король · a7 чорний пішак · b7 чорний пішак · d7 чорний слон · f7 чорний пішак · g7 чорний пішак · h7 чорний пішак · a5 чорний ферзь · d5 білий пішак · d4 білий пішак · e4 чорний кінь · b3 білий ферзь · e3 білий пішак · a2 білий пішак · d2 білий кінь · e2 білий слон · g2 білий пішак · h2 білий пішак · e1 білий король · h1 біла тура | a8 чорна тура · g8 чорний король · a7 чорний пішак · b7 чорний пішак · d7 чорний слон · f7 чорний пішак · g7 чорний пішак · h7 чорний пішак · a5 чорний ферзь · d5 білий пішак · d4 білий пішак · e4 чорний кінь · b3 білий ферзь · e3 білий пішак · a2 білий пішак · d2 білий кінь · e2 білий слон · g2 білий пішак · h2 білий пішак · e1 білий король · h1 біла тура | a8 чорна тура · g8 чорний король · a7 чорний пішак · b7 чорний пішак · d7 чорний слон · f7 чорний пішак · g7 чорний пішак · h7 чорний пішак · a5 чорний ферзь · d5 білий пішак · d4 білий пішак · e4 чорний кінь · b3 білий ферзь · e3 білий пішак · a2 білий пішак · d2 білий кінь · e2 білий слон · g2 білий пішак · h2 білий пішак · e1 білий король · h1 біла тура | a8 чорна тура · g8 чорний король · a7 чорний пішак · b7 чорний пішак · d7 чорний слон · f7 чорний пішак · g7 чорний пішак · h7 чорний пішак · a5 чорний ферзь · d5 білий пішак · d4 білий пішак · e4 чорний кінь · b3 білий ферзь · e3 білий пішак · a2 білий пішак · d2 білий кінь · e2 білий слон · g2 білий пішак · h2 білий пішак · e1 білий король · h1 біла тура | a8 чорна тура · g8 чорний король · a7 чорний пішак · b7 чорний пішак · d7 чорний слон · f7 чорний пішак · g7 чорний пішак · h7 чорний пішак · a5 чорний ферзь · d5 білий пішак · d4 білий пішак · e4 чорний кінь · b3 білий ферзь · e3 білий пішак · a2 білий пішак · d2 білий кінь · e2 білий слон · g2 білий пішак · h2 білий пішак · e1 білий король · h1 біла тура | a8 чорна тура · g8 чорний король · a7 чорний пішак · b7 чорний пішак · d7 чорний слон · f7 чорний пішак · g7 чорний пішак · h7 чорний пішак · a5 чорний ферзь · d5 білий пішак · d4 білий пішак · e4 чорний кінь · b3 білий ферзь · e3 білий пішак · a2 білий пішак · d2 білий кінь · e2 білий слон · g2 білий пішак · h2 білий пішак · e1 білий король · h1 біла тура | a8 чорна тура · g8 чорний король · a7 чорний пішак · b7 чорний пішак · d7 чорний слон · f7 чорний пішак · g7 чорний пішак · h7 чорний пішак · a5 чорний ферзь · d5 білий пішак · d4 білий пішак · e4 чорний кінь · b3 білий ферзь · e3 білий пішак · a2 білий пішак · d2 білий кінь · e2 білий слон · g2 білий пішак · h2 білий пішак · e1 білий король · h1 біла тура | a8 чорна тура · g8 чорний король · a7 чорний пішак · b7 чорний пішак · d7 чорний слон · f7 чорний пішак · g7 чорний пішак · h7 чорний пішак · a5 чорний ферзь · d5 білий пішак · d4 білий пішак · e4 чорний кінь · b3 білий ферзь · e3 білий пішак · a2 білий пішак · d2 білий кінь · e2 білий слон · g2 білий пішак · h2 білий пішак · e1 білий король · h1 біла тура | 5 |
| 4 | a8 чорна тура · g8 чорний король · a7 чорний пішак · b7 чорний пішак · d7 чорний слон · f7 чорний пішак · g7 чорний пішак · h7 чорний пішак · a5 чорний ферзь · d5 білий пішак · d4 білий пішак · e4 чорний кінь · b3 білий ферзь · e3 білий пішак · a2 білий пішак · d2 білий кінь · e2 білий слон · g2 білий пішак · h2 білий пішак · e1 білий король · h1 біла тура | a8 чорна тура · g8 чорний король · a7 чорний пішак · b7 чорний пішак · d7 чорний слон · f7 чорний пішак · g7 чорний пішак · h7 чорний пішак · a5 чорний ферзь · d5 білий пішак · d4 білий пішак · e4 чорний кінь · b3 білий ферзь · e3 білий пішак · a2 білий пішак · d2 білий кінь · e2 білий слон · g2 білий пішак · h2 білий пішак · e1 білий король · h1 біла тура | a8 чорна тура · g8 чорний король · a7 чорний пішак · b7 чорний пішак · d7 чорний слон · f7 чорний пішак · g7 чорний пішак · h7 чорний пішак · a5 чорний ферзь · d5 білий пішак · d4 білий пішак · e4 чорний кінь · b3 білий ферзь · e3 білий пішак · a2 білий пішак · d2 білий кінь · e2 білий слон · g2 білий пішак · h2 білий пішак · e1 білий король · h1 біла тура | a8 чорна тура · g8 чорний король · a7 чорний пішак · b7 чорний пішак · d7 чорний слон · f7 чорний пішак · g7 чорний пішак · h7 чорний пішак · a5 чорний ферзь · d5 білий пішак · d4 білий пішак · e4 чорний кінь · b3 білий ферзь · e3 білий пішак · a2 білий пішак · d2 білий кінь · e2 білий слон · g2 білий пішак · h2 білий пішак · e1 білий король · h1 біла тура | a8 чорна тура · g8 чорний король · a7 чорний пішак · b7 чорний пішак · d7 чорний слон · f7 чорний пішак · g7 чорний пішак · h7 чорний пішак · a5 чорний ферзь · d5 білий пішак · d4 білий пішак · e4 чорний кінь · b3 білий ферзь · e3 білий пішак · a2 білий пішак · d2 білий кінь · e2 білий слон · g2 білий пішак · h2 білий пішак · e1 білий король · h1 біла тура | a8 чорна тура · g8 чорний король · a7 чорний пішак · b7 чорний пішак · d7 чорний слон · f7 чорний пішак · g7 чорний пішак · h7 чорний пішак · a5 чорний ферзь · d5 білий пішак · d4 білий пішак · e4 чорний кінь · b3 білий ферзь · e3 білий пішак · a2 білий пішак · d2 білий кінь · e2 білий слон · g2 білий пішак · h2 білий пішак · e1 білий король · h1 біла тура | a8 чорна тура · g8 чорний король · a7 чорний пішак · b7 чорний пішак · d7 чорний слон · f7 чорний пішак · g7 чорний пішак · h7 чорний пішак · a5 чорний ферзь · d5 білий пішак · d4 білий пішак · e4 чорний кінь · b3 білий ферзь · e3 білий пішак · a2 білий пішак · d2 білий кінь · e2 білий слон · g2 білий пішак · h2 білий пішак · e1 білий король · h1 біла тура | a8 чорна тура · g8 чорний король · a7 чорний пішак · b7 чорний пішак · d7 чорний слон · f7 чорний пішак · g7 чорний пішак · h7 чорний пішак · a5 чорний ферзь · d5 білий пішак · d4 білий пішак · e4 чорний кінь · b3 білий ферзь · e3 білий пішак · a2 білий пішак · d2 білий кінь · e2 білий слон · g2 білий пішак · h2 білий пішак · e1 білий король · h1 біла тура | 4 |
| 3 | a8 чорна тура · g8 чорний король · a7 чорний пішак · b7 чорний пішак · d7 чорний слон · f7 чорний пішак · g7 чорний пішак · h7 чорний пішак · a5 чорний ферзь · d5 білий пішак · d4 білий пішак · e4 чорний кінь · b3 білий ферзь · e3 білий пішак · a2 білий пішак · d2 білий кінь · e2 білий слон · g2 білий пішак · h2 білий пішак · e1 білий король · h1 біла тура | a8 чорна тура · g8 чорний король · a7 чорний пішак · b7 чорний пішак · d7 чорний слон · f7 чорний пішак · g7 чорний пішак · h7 чорний пішак · a5 чорний ферзь · d5 білий пішак · d4 білий пішак · e4 чорний кінь · b3 білий ферзь · e3 білий пішак · a2 білий пішак · d2 білий кінь · e2 білий слон · g2 білий пішак · h2 білий пішак · e1 білий король · h1 біла тура | a8 чорна тура · g8 чорний король · a7 чорний пішак · b7 чорний пішак · d7 чорний слон · f7 чорний пішак · g7 чорний пішак · h7 чорний пішак · a5 чорний ферзь · d5 білий пішак · d4 білий пішак · e4 чорний кінь · b3 білий ферзь · e3 білий пішак · a2 білий пішак · d2 білий кінь · e2 білий слон · g2 білий пішак · h2 білий пішак · e1 білий король · h1 біла тура | a8 чорна тура · g8 чорний король · a7 чорний пішак · b7 чорний пішак · d7 чорний слон · f7 чорний пішак · g7 чорний пішак · h7 чорний пішак · a5 чорний ферзь · d5 білий пішак · d4 білий пішак · e4 чорний кінь · b3 білий ферзь · e3 білий пішак · a2 білий пішак · d2 білий кінь · e2 білий слон · g2 білий пішак · h2 білий пішак · e1 білий король · h1 біла тура | a8 чорна тура · g8 чорний король · a7 чорний пішак · b7 чорний пішак · d7 чорний слон · f7 чорний пішак · g7 чорний пішак · h7 чорний пішак · a5 чорний ферзь · d5 білий пішак · d4 білий пішак · e4 чорний кінь · b3 білий ферзь · e3 білий пішак · a2 білий пішак · d2 білий кінь · e2 білий слон · g2 білий пішак · h2 білий пішак · e1 білий король · h1 біла тура | a8 чорна тура · g8 чорний король · a7 чорний пішак · b7 чорний пішак · d7 чорний слон · f7 чорний пішак · g7 чорний пішак · h7 чорний пішак · a5 чорний ферзь · d5 білий пішак · d4 білий пішак · e4 чорний кінь · b3 білий ферзь · e3 білий пішак · a2 білий пішак · d2 білий кінь · e2 білий слон · g2 білий пішак · h2 білий пішак · e1 білий король · h1 біла тура | a8 чорна тура · g8 чорний король · a7 чорний пішак · b7 чорний пішак · d7 чорний слон · f7 чорний пішак · g7 чорний пішак · h7 чорний пішак · a5 чорний ферзь · d5 білий пішак · d4 білий пішак · e4 чорний кінь · b3 білий ферзь · e3 білий пішак · a2 білий пішак · d2 білий кінь · e2 білий слон · g2 білий пішак · h2 білий пішак · e1 білий король · h1 біла тура | a8 чорна тура · g8 чорний король · a7 чорний пішак · b7 чорний пішак · d7 чорний слон · f7 чорний пішак · g7 чорний пішак · h7 чорний пішак · a5 чорний ферзь · d5 білий пішак · d4 білий пішак · e4 чорний кінь · b3 білий ферзь · e3 білий пішак · a2 білий пішак · d2 білий кінь · e2 білий слон · g2 білий пішак · h2 білий пішак · e1 білий король · h1 біла тура | 3 |
| 2 | a8 чорна тура · g8 чорний король · a7 чорний пішак · b7 чорний пішак · d7 чорний слон · f7 чорний пішак · g7 чорний пішак · h7 чорний пішак · a5 чорний ферзь · d5 білий пішак · d4 білий пішак · e4 чорний кінь · b3 білий ферзь · e3 білий пішак · a2 білий пішак · d2 білий кінь · e2 білий слон · g2 білий пішак · h2 білий пішак · e1 білий король · h1 біла тура | a8 чорна тура · g8 чорний король · a7 чорний пішак · b7 чорний пішак · d7 чорний слон · f7 чорний пішак · g7 чорний пішак · h7 чорний пішак · a5 чорний ферзь · d5 білий пішак · d4 білий пішак · e4 чорний кінь · b3 білий ферзь · e3 білий пішак · a2 білий пішак · d2 білий кінь · e2 білий слон · g2 білий пішак · h2 білий пішак · e1 білий король · h1 біла тура | a8 чорна тура · g8 чорний король · a7 чорний пішак · b7 чорний пішак · d7 чорний слон · f7 чорний пішак · g7 чорний пішак · h7 чорний пішак · a5 чорний ферзь · d5 білий пішак · d4 білий пішак · e4 чорний кінь · b3 білий ферзь · e3 білий пішак · a2 білий пішак · d2 білий кінь · e2 білий слон · g2 білий пішак · h2 білий пішак · e1 білий король · h1 біла тура | a8 чорна тура · g8 чорний король · a7 чорний пішак · b7 чорний пішак · d7 чорний слон · f7 чорний пішак · g7 чорний пішак · h7 чорний пішак · a5 чорний ферзь · d5 білий пішак · d4 білий пішак · e4 чорний кінь · b3 білий ферзь · e3 білий пішак · a2 білий пішак · d2 білий кінь · e2 білий слон · g2 білий пішак · h2 білий пішак · e1 білий король · h1 біла тура | a8 чорна тура · g8 чорний король · a7 чорний пішак · b7 чорний пішак · d7 чорний слон · f7 чорний пішак · g7 чорний пішак · h7 чорний пішак · a5 чорний ферзь · d5 білий пішак · d4 білий пішак · e4 чорний кінь · b3 білий ферзь · e3 білий пішак · a2 білий пішак · d2 білий кінь · e2 білий слон · g2 білий пішак · h2 білий пішак · e1 білий король · h1 біла тура | a8 чорна тура · g8 чорний король · a7 чорний пішак · b7 чорний пішак · d7 чорний слон · f7 чорний пішак · g7 чорний пішак · h7 чорний пішак · a5 чорний ферзь · d5 білий пішак · d4 білий пішак · e4 чорний кінь · b3 білий ферзь · e3 білий пішак · a2 білий пішак · d2 білий кінь · e2 білий слон · g2 білий пішак · h2 білий пішак · e1 білий король · h1 біла тура | a8 чорна тура · g8 чорний король · a7 чорний пішак · b7 чорний пішак · d7 чорний слон · f7 чорний пішак · g7 чорний пішак · h7 чорний пішак · a5 чорний ферзь · d5 білий пішак · d4 білий пішак · e4 чорний кінь · b3 білий ферзь · e3 білий пішак · a2 білий пішак · d2 білий кінь · e2 білий слон · g2 білий пішак · h2 білий пішак · e1 білий король · h1 біла тура | a8 чорна тура · g8 чорний король · a7 чорний пішак · b7 чорний пішак · d7 чорний слон · f7 чорний пішак · g7 чорний пішак · h7 чорний пішак · a5 чорний ферзь · d5 білий пішак · d4 білий пішак · e4 чорний кінь · b3 білий ферзь · e3 білий пішак · a2 білий пішак · d2 білий кінь · e2 білий слон · g2 білий пішак · h2 білий пішак · e1 білий король · h1 біла тура | 2 |
| 1 | a8 чорна тура · g8 чорний король · a7 чорний пішак · b7 чорний пішак · d7 чорний слон · f7 чорний пішак · g7 чорний пішак · h7 чорний пішак · a5 чорний ферзь · d5 білий пішак · d4 білий пішак · e4 чорний кінь · b3 білий ферзь · e3 білий пішак · a2 білий пішак · d2 білий кінь · e2 білий слон · g2 білий пішак · h2 білий пішак · e1 білий король · h1 біла тура | a8 чорна тура · g8 чорний король · a7 чорний пішак · b7 чорний пішак · d7 чорний слон · f7 чорний пішак · g7 чорний пішак · h7 чорний пішак · a5 чорний ферзь · d5 білий пішак · d4 білий пішак · e4 чорний кінь · b3 білий ферзь · e3 білий пішак · a2 білий пішак · d2 білий кінь · e2 білий слон · g2 білий пішак · h2 білий пішак · e1 білий король · h1 біла тура | a8 чорна тура · g8 чорний король · a7 чорний пішак · b7 чорний пішак · d7 чорний слон · f7 чорний пішак · g7 чорний пішак · h7 чорний пішак · a5 чорний ферзь · d5 білий пішак · d4 білий пішак · e4 чорний кінь · b3 білий ферзь · e3 білий пішак · a2 білий пішак · d2 білий кінь · e2 білий слон · g2 білий пішак · h2 білий пішак · e1 білий король · h1 біла тура | a8 чорна тура · g8 чорний король · a7 чорний пішак · b7 чорний пішак · d7 чорний слон · f7 чорний пішак · g7 чорний пішак · h7 чорний пішак · a5 чорний ферзь · d5 білий пішак · d4 білий пішак · e4 чорний кінь · b3 білий ферзь · e3 білий пішак · a2 білий пішак · d2 білий кінь · e2 білий слон · g2 білий пішак · h2 білий пішак · e1 білий король · h1 біла тура | a8 чорна тура · g8 чорний король · a7 чорний пішак · b7 чорний пішак · d7 чорний слон · f7 чорний пішак · g7 чорний пішак · h7 чорний пішак · a5 чорний ферзь · d5 білий пішак · d4 білий пішак · e4 чорний кінь · b3 білий ферзь · e3 білий пішак · a2 білий пішак · d2 білий кінь · e2 білий слон · g2 білий пішак · h2 білий пішак · e1 білий король · h1 біла тура | a8 чорна тура · g8 чорний король · a7 чорний пішак · b7 чорний пішак · d7 чорний слон · f7 чорний пішак · g7 чорний пішак · h7 чорний пішак · a5 чорний ферзь · d5 білий пішак · d4 білий пішак · e4 чорний кінь · b3 білий ферзь · e3 білий пішак · a2 білий пішак · d2 білий кінь · e2 білий слон · g2 білий пішак · h2 білий пішак · e1 білий король · h1 біла тура | a8 чорна тура · g8 чорний король · a7 чорний пішак · b7 чорний пішак · d7 чорний слон · f7 чорний пішак · g7 чорний пішак · h7 чорний пішак · a5 чорний ферзь · d5 білий пішак · d4 білий пішак · e4 чорний кінь · b3 білий ферзь · e3 білий пішак · a2 білий пішак · d2 білий кінь · e2 білий слон · g2 білий пішак · h2 білий пішак · e1 білий король · h1 біла тура | a8 чорна тура · g8 чорний король · a7 чорний пішак · b7 чорний пішак · d7 чорний слон · f7 чорний пішак · g7 чорний пішак · h7 чорний пішак · a5 чорний ферзь · d5 білий пішак · d4 білий пішак · e4 чорний кінь · b3 білий ферзь · e3 білий пішак · a2 білий пішак · d2 білий кінь · e2 білий слон · g2 білий пішак · h2 білий пішак · e1 білий король · h1 біла тура | 1 |
|   | a | b | c | d | e | f | g | h |   |

Перший гравець, що вигравав вісім ігор, ставав чемпіоном світу.
|                                 | 1 | 2 | 3 | 4 | 5 | 6 | 7 | 8 | 9 | 10 | 11 | 12 | 13 | 14 | 15 | Перемоги | Рахунок |
| ------------------------------- | - | - | - | - | - | - | - | - | - | -- | -- | -- | -- | -- | -- | -------- | ------- |
| Френк Маршалл (Сполучені Штати) | 0 | 0 | 0 | ½ | ½ | ½ | ½ | 0 | ½ | ½  | ½  | 0  | 0  | 0  | 0  | 0        | 3½      |
| Емануель Ласкер (Німеччина)     | 1 | 1 | 1 | ½ | ½ | ½ | ½ | 1 | ½ | ½  | ½  | 1  | 1  | 1  | 1  | 8        | 11½     |